# Jürgen Sparwasser
Jürgen Sparwasser (Halberstadt, República Democrática Alemana, 4 de junio de 1948) es un exfutbolista alemán, conocido principalmente por el gol de la victoria que marcó en el partido que enfrentó a su selección, la de Alemania Democrática, contra la de Alemania Federal en la Copa Mundial de 1974.

## Trayectoria
Comenzó su carrera en 1956 en el equipo de su ciudad, el VfB Germania Halberstadt. En 1965 fue traspasado al 1. FC Magdeburg, en donde debutó profesionalmente un año después. Se quedaría en el club hasta 1979, año en el que una lesión en la cadera terminó con su carrera a los 31 años.
Jugó 271 partidos en la DDR-Oberliga, la máxima categoría del fútbol en la República Democrática Alemana, anotando 111 goles. Ganó tres veces la DDR-Oberliga con el FC Magdeburg en los años 70, además de cuatro copas de la RDA. Formó parte del equipo que ganó la final de la Recopa de Europa de 1974 ante el Milan por un resultado de 2-0. Cuando el FC Magdeburg descendió a la segunda división al final de la temporada 1965-66, Sparwasser se convirtió en una pieza fundamental en el ascenso la temporada siguiente, anotando 22 goles en 27 partidos.
Jugó 53 partidos con la selección de Alemania Democrática y anotó 15 goles. Ganó la medalla de bronce con la selección de su país en los Juegos Olímpicos de Múnich 1972. Participó en seis partidos en la Copa Mundial de 1974, entre ellos el que enfrentó a las selecciones de Alemania Occidental contra la de Alemania Oriental, partido que ganó esta última gracias a un gol de Sparwasser en el minuto 77.
Ese gol lo convirtió en un símbolo del estado comunista, pero él no quería tomar parte en asuntos políticos. Sparwasser no se benefició de esa fama, como dijo unos años más tarde: «Los rumores decían que estaba ricamente recompensado por el gol, con un coche, una casa y un premio en metálico, pero eso no es cierto». En 1988 decidió irse a vivir a la otra Alemania aprovechando la disputa de un partido de veteranos en Alemania Occidental.
Tras su retirada, tuvo una breve carrera como entrenador. Primero trabajando como asistente en el Eintracht Frankfurt y después como primer entrenador en el SV Darmstadt 98.

## Palmarés
- Recopa de Europa 1973–74
- DDR-Oberliga 1971–72, 1973–74 y 1974–75
- Copa de la RDA 1968–69, 1972–73, 1977–78 y 1978–79
- Medalla de bronce en los Juegos Olímpicos de Múnich 1972